# アシブトメミズムシ
アシブトメミズムシ Nerthra macrothorax Montrouzier は、カメムシ目の昆虫の1つ。海岸の砂浜に生息する、扁平で動きののろい昆虫。熱帯系の昆虫であり、この種の属する科の、日本唯一の種である。

## 特徴
幅広くて扁平な虫である。全体に黒褐色か、時に黄褐色の個体がある。この科のもの共通の特徴として、概形は丸みのある四角形に近く、単眼がなく、触角は複眼の下の溝に収納される。背面は微少な凹凸が多く、つや消しになっている。頭部は前後に短く、顔面には円錐状の突起が3つあり、3角状に配置している。全胸背は横に幅広く、側面の縁は平らになっている。小楯板はごく小さい。口吻は頭部の腹面の後端部から出て、短い。前脚の腿節はとても太くなっており、跗節は鈎状の形になり、両者で鎌状の構造を作る。

## 生態
海岸、特に砂浜に生息する。夜行性で、昼間は草の間や枯れ木の下などに潜っていることが多い。また、アダン等のタコノキ類の枯れ木に潜り込むことが多いとされる。これは、この種が太平洋に広い分布を持っていることに深い関わりがあるとの指摘がある.つまり、枯れ木と共に嵐や潮流によって運ばれるのではないかというものである。なお、同一の場所に複数個体が集まってみられることが比較的多い。小笠原ではしばしば山の中で、時には尾根沿いで発見される。
夜間には這い出てきて、その動きは速くなく、ひょこひょこと時折立ち止まりながら小刻みに動く。メミズムシのように走り回ったり飛び跳ねたりはしない。ひっくり返されると、両方の後脚をテコにして前向きに起き上がる。
餌となるのは主として動きの遅いダンゴムシやワラジムシ類で、特に生息域が共通するハマダンゴムシが格好の獲物となる。捕らえる時は和名の元である太い鎌のような前足で獲物をしっかり抱え込み、獲物の体節の隙間に口吻を差し込んで食べる。なお、宮本(1954)では飼育に際して、ユスリカの幼虫、成虫、ヨコバイなどを与えている。
少なくとも飼育下で成虫で一年を超えることが確かめられており、昆虫としては寿命がかなり長いらしい。また、成虫越冬で、11月から4月までは何も食べなかったという。

## 分布
日本では南九州から南西諸島に見られ。南西諸島では屋久島を含め、以南の多くの島から見つかり、南大東島では2006年に発見された。そのほかに小笠原諸島でも見つかっている。
国外では太平洋諸島に分布する。南ではニューギニアやオーストラリアまで知られる。なお、Kment & Jindra(2008)には日本の産地として四国（足摺岬）が記されているが、日本の文献では取り上げられていない。

## 分類
本科に属する昆虫で日本に産するの本種のみである。同属の種はウォレス線以東の東南アジアから9種が知られている。
日本産の昆虫ではメミズムシ科（メミズムシが普通種として淡水の水辺に見られる）のものがやや似ているが、本種の方がずっと大きく、また幼虫が背面に分泌腺を持ち、泥を被るといった習性もない。